# James Buchanan
James Buchanan mlajši,  ameriški politik, odvetnik, državnik in diplomat,  * 23. april 1791, † 1. junij 1868.
Buchanan je bil 15. predsednik Združenih držav Amerike. Je edini izmed predsednikov, ki je izviral iz Pensilvanije, in edini, ki se ni nikoli poročil. V njegovem domu je vlogo gospodinje v hiši prevzela njegova nečakinja, Harriet Lane.
Buchanan, ki so ga sodobniki pogosto klicali "Buck-anan", je bil pred svojim predsedniškim mandatom uveljavljen odvetnik in priljubljen ter izkušen državnik na zveznem nivoju. V Spodnjem (kasneje tudi Zgornjem) domu ameriškega Senata je zastopal Pensilvanijo, med predsedniškim mandatom Andrewa Jacksona pa je bil Veleposlanik ZDA v Rusiji. Kasneje je med predsedovanjem Jamesa K. Polka bil tudi v vlogi Državnega sekretarja ZDA. Po tem, ko je zavrnil imenovanje predsednika Franklina Piercea na položaj v Vrhovno sodišče države, ga je slednji premaknil na položaj Veleposlanika ZDA v Veliki Britaniji. Med opravljanjem omenjene funkcije je pomagal pri snovanju kontroverznega Ostendskega manifesta. 
Na volitvah leta 1856 je bil nomiran za predsedniškega kandidata. Skozi celotno obdobje Pierceovega mandata je služil kot ameriški veleposlanik v Združenem Kraljestvu in posledično ni bil udeležen v notranjih političnih trenjih, ki so tlela po državi. Večina je na Buchanana gledala kot predstavnika nekakšne srednje poti med razkolom abolicionistov in secesionistov. Na koncu je po tesnem boju z Johnom C. Frémontom in Millardom Fillmoreom na volitvah zmagal. Med predsedovanjem so ga večkrat oklicali za t. i. »doughface-a«, Severnjaka z južnjaškimi simpatijami, ki se je skupaj s Stephenom A. Douglasem bojeval za prevlado v Demokratski stranki. Njegov trud za ohranitev miru med Unijo in Konfederacijo je na koncu prinesel le prekinitev odnosov med stranema, kmalu zatem pa so v južne države naznanile svojo odcepitev in prihod Državljanske vojne. Menil je, da je tovrstno dejanje nepravno, a enako označeval tudi kakršnokoli vojaško posredovanje. Odvetnik od glave do pete je bil znan po svojem motu »Ne priznavam nobenega gospodarja razen zakona«.
Ko je s svojim predsedniškim mandatom zaključil, se je javno mnenje proti njemu zasukalo v negativno smer, Demokratska stranka pa se je razdelila na dva pola. Buchanan si je nekoč predstavljal, da bo njegov predsedniški mandat tako veličasten, kot je bil tisti Georgea Washingtona,  a ga je njegova nezmožnost, da skregani strani na robu državljanske vojne pripelje do sprave, pripeljala do rednega uvrščanja na dnu lestvice Najboljših predsednikov. Philip Klein, biograf, ki je raziskoval tudi njega, meni: »Buchanan je predsednik postal ravno takrat, ko se je nepredstavljiv val jeznih strasti dvigal nad glave Američanov. Že samo to, da je med tistimi časi velikih sprememb sovražne strani kolikor toliko obvladal, je zavidljiv dosežek. Njegove šibkosti v turbulentnih letih njegovega predsedovanja so jezne in temperamentne glave na obeh delih države močno poudarile. Sposobnosti, ki jih je Buchanan posedoval, bi mu v mirnejših časih najverjetneje prinesle mesto med najuspešnejšimi predsedniki naše države, a so jih kmalu zasenčili katastrofalni dogodki obdobja Državljanske vojne in izjemni  Abraham Lincoln«. Buchanan je bil zadnji izmed ameriških predsednikov, ki se je rodil v 18. stoletju. 